# 一般民法典 (オーストリア)
一般民法典 (オーストリア)（いっぱんみんぽうてん、ドイツ語: Allgemeine bürgerliche Gesetzbuch, ABGB）とは、1812年にオーストリア帝国のドイツ世襲ラントで施行され、現在も有効なオーストリア民法の最も重要な成文法典であり、ドイツ法系の最も古い現行法典である。コモンローとは異なる概念として、当該法域のすべての人に、統一的にかつ拘束力を持って適用されるため「一般」法と呼ばれる。「民法」とは、ABGB第1条に基づき、ABGBが「オーストリアの居住者の私的権利と義務」を規定していることを意味する。

## 沿革

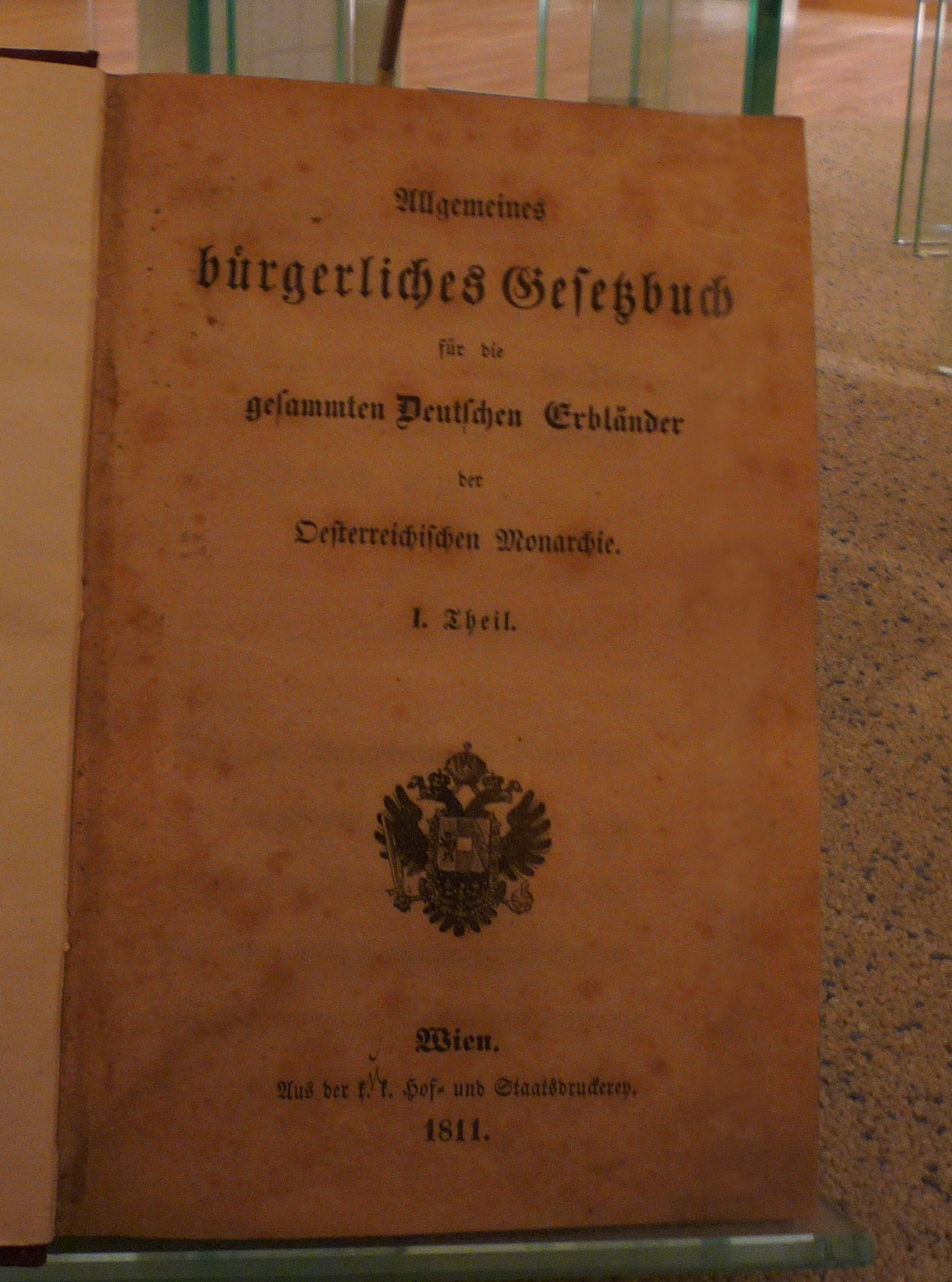
ウィーンの軍事歴史博物館に展示されている1811年版ABGBの表紙

オーストリア民法の成文化の動きは、18世紀中盤のテレジア法典とヨーゼフ法典を発端とする。一般民法典の実際の先駆者は、カール・アントン・フォン・マルティーニによって作成された西ガリツィア法典であった。これは、ハプスブルク家によってその頃占領された西ガリツィアで1797年に試験的に施行された。また、東ガリツィアにおいても直後に「東ガリツィア法典」として施行された。
マルティーニの弟子であったフランツ・フォン・ツァイラーがこの法典の起草者であると考えられている。ABGBは、1811年6月1日に帝国特許（法律）として公布され、1812年1月1日に帝政オーストリアのドイツ世襲ラントで施行された。ハプスブルク領全体、特にハンガリーへの適用は、1852年から1861までの期間に限られた。1861年から第一次世界大戦の終わりまで、ABGBはツィスライタニエンと呼ばれたオーストリア＝ハンガリー二重帝国の一部地域で効力を有した。
帝政の崩壊はABGBの有効性に直接的な影響を与えなかった。当初は後継国において変更なしに適用され、時には適用範囲の拡大を見た。例えば、1922年に当時のハンガリーのブルゲンラントにも適用範囲が拡大された。ABGBの適用を廃止したのは、社会主義チェコスロバキア（1951年）とポーランド（1965年）のみであった。今日においては、ABGBはオーストリア共和国およびリヒテンシュタイン公国でのみ有効であるが、クロアチアでも補助的な法源として機能している。
ABGBの法文は、最初の100年間はほとんど改正されなかった。1914年、1915年および1916年に行われた3回の一部改正だけが該当する法分野に大きな変更をもたらした。ABGBの施行後70年を経て制定された1896年ドイツ民法典にも影響を受けている（例えば、家族法では、制限行為能力の制度は1984年に後見制度に置き換えられた）。
2017年1月1日、相続法の2015年改正が施行された。この相続法改正により、用語法と内容に若干の変更が加えられた。

## ABGBの構成
ABGBの各章は、インスティトゥティオネス方式に従って体系的に整序されている。ただし、オーストリア民法学はパンデクテン方式に従って研究されている。私法領域の一部は現在ではABGB以外の法律により規律されている。例えば、婚姻法、借家法や消費者保護法などがある。それでもなおABGBはオーストリアの私法体系の重要な基板であり、それゆえ、フランス民法典と並んで、自然法に基づいて制定された世界で2番目に古い現行法として存在している。
ABGBは、インスティトゥティオネス方式に基づき、以下の3編すなわち人法（家族法および個人法）、物法（相続および債権法を含む財産法）および第3部（通則）に分類されている。

### ABGBの基本構成
ABGBは主要規定3編から成る。
第1編は人法（個人法、家族法）である。これは人的特性と人的関係に関する法律である。
婚姻法、親子間の権利などについて扱う。
第2編は財産に関する法（財産法、相続法および債権法）である。
第1章と第2章に分かれ、第1章は物権、第2章は人的財産権についての規定である。
第2編第1章の物権においては、占有権、所有権や遺言など、第2章は契約関係を扱う。
第3編は人法および物法の共通規定で、権利義務関係などを扱う。
これらの冒頭に、前文/公布条項と冒頭規定：民法の一般規定（総則）が掲載されている。

#### 第1編 人法（個人法、家族法）
第1編は以下の事柄を扱う。
人的特性および人的関係に関する法、 婚姻法、親子間の権利、第三者による監護、養育費、後見人等法定代理人および成年後見制度。

#### 第2編 財産に関する法（財産法、相続法および債権法）
第2編第1章の物権で扱われる事柄は以下のとおりである。
占有権、所有権、先占による財産の取得、増加による財産の取得、
譲渡による財産の取得、質権、地役権、相続権、任意相続、代償または後順位相続人、遺贈、遺言の制限と廃止、
法定相続、遺留分および遺留分の相殺、相続財産の占有、共有およびその他の物権。
第2編第2章の人的財産権で扱われる事柄は以下のとおりである。
契約および法律行為全般、贈与契約、寄託契約、使用貸借契約、
消費貸借契約、委任その他の事務処理契約、交換契約、売買契約、賃貸借契約、永小作契約および永借契約、役務提供契約、共有契約、夫婦財産契約および独立資金請求権、射倖契約、損害賠償請求権および補償請求権。

#### 第3編  人法および物法の共通規定
第3編は以下の項目について取り扱われる。
権利義務の担保、権利義務の変更、権利義務の消滅、消滅時効および取得時効、発効規定および経過規定について。

## 法文
ABGBの現行の法文は、連邦首相府の連邦法情報システム（外部リンクの節を参照）から参照可能である。法文が古いバージョンからのものである場合、当時の綴り方のまま残されている。
古いバージョンから変更されていない法文を解釈するにあたっては、過去の用語法のままであるため注意が必要である（例えば、「満足（ドイツ語: Genugtuung）」は現在でいう「補償（ドイツ語: Schadenersatz）」である）。
ABGBに関してはコンメンタールが非常に重要である。フランツ・フォン・ツァイラー自身がABGBに関する最初のコンメンタールを残している。さらに、、ハインリヒ・クラング、マイケル・シュヴィマンおよびランメルのコンメンタールは、オーストリアの民法学に歴史上大きな影響を与えている。

## ABGBの継受
ABGBは多くの国に継受されている。例えば、リヒテンシュタイン公国（一般民法典 (リヒテンシュタイン)、FL-ABGB)、トルコ、チェコスロバキア（現在のチェコ）、セルビア、ボスニア、スロベニア、クロアチアおよびルーマニアに継受されている。

## 判例による発展
ABGBの特色の一つに、第7条において裁判官に広範な裁量が認められており、判例の発展を期待した立法がされていたことがある。
現実には判例の発展はあまり活発であるとはいえない状況となっているが、一定の判例法理の構築が見られる。例えば、人格権の分野においては、ABGB第16条を基点として以下のような判例が形成された。
- 1990年、オーストリア最高裁長官であったイルムガード・グリス裁判官は、ABGB16条を法秩序の中心的な規定と解し、労働者が労働力を回復するために身体的負担の大きい手術を受ける義務を負うことはないと判示した。
- 2010年頃、ウィットマン・ティヴァルト裁判官は、成人の原告の親との面会交流権をAGBG第16条に基づき原則的に肯定する判断をした。